# Amédée de Gislain
Amédée de Gislain, né à Bastia le 17 mai 1895 et mort à Marseille en 1989, est un peintre et sculpteur sur bois français.
Il est considéré par ses contemporains comme faisant partie de l’école paysagiste provençale,.

## Biographie
Né à Bastia d'Henry de Gislain, commis au service télégraphique de Bastia, issu de la famille de Gislain de Bontin anoblie au XVe siècle, et de Benoîte Puccinelli, fille d’un sellier-harnacheur de Bastia, Amédée de Gislain est le cadet de la famille à la suite de ses frères François et Victor. Il se fait remarquer au lycée pour ses prédispositions artistiques. Il est encouragé à suivre des études artistiques par son professeur Salvatore Magnaschi, lui-même ayant réalisé en 1879 Le Christ et le Saint Sacrement, une huile sur toile pour l'église Sainte-Marie-de-l’Assomption de Bastia.
En 1911, à la mort de son père, la famille s’installe à Marseille. Amédée de Gislain est reçu aux Beaux-Arts de Marseille sous la direction d'Marius-Antoine Barret. L’aquarelle est alors sa technique de prédilection. La Première Guerre mondiale et la conscription obligatoire interrompent ses études. Mobilisé en décembre 1914 au 140e régiment d’infanterie, il est victime de sévères engelures au pied en décembre 1915 et renvoyé à Marseille. Ayant perdu son oncle et ses frères à la guerre, il détruit tous ses croquis des tranchées pris sur le vif afin de n’en conserver aucun souvenir.
Voulant s’assurer un certain confort matériel lui permettant de continuer en parallèle sa passion, la peinture, Amédée prépare le concours d’admission aux PTT et est nommé à Paris en 1921, où il s’inscrit à l’Académie Julian. Il substitue peu à peu à l’aquarelle la peinture à l’huile, plus à même selon lui de rendre la lumière parisienne. 
En 1928, il est muté à Marseille suivant ses désirs, et se marie avec Fernande Gros en 1929. Il continue en parallèle la peinture en privé. Ce n’est qu’en 1936 qu’il se décide à présenter pour la première fois une de ses toiles à un jury, celui du Salon des artistes français, où sa toile L'Enfant et la poupée est reçue et ses droits acquis pour reproduction par une revue parisienne désireuse d’en faire sa couverture. Cette même année, Amédée de Gislain se voit commander la décoration de la salle principale de la clinique de Bonneveine, ainsi que des décors pour la Société artistique des PTT de Marseille. La Ville de Marseille lui achète également deux toiles lors du Salon du conseil général. Il expose à la galerie Gabriel Bossy à Marseille en 1938. Il remporte le prix d'honneur du Salon de printemps de Tarascon en 1947, et le prix hors-concours du Salon de printemps en 1951.
En 1954, après 25 ans de réflexion, il réalise sa première grande exposition personnelle à la galerie Jouvène, à Marseille. Le critique d'art André Alauzen dira à cette occasion qu'« Amédée de Gislain est un poète de lumière et […] bien le seul post-impressionniste des ateliers provençaux ». À la suite de cette exposition, il présente également une importante sélection de ses œuvres à Avignon à la galerie Arlette Chabaud en 1957. La plupart des toiles présentées ont été peintes à Venasque, dans le Vaucluse,, où il expose en 1954, en 1963, puis dans la salle d'honneur de la mairie du 7 août au 4 septembre 1968. Ses œuvres sont également présentes à l'exposition inaugurale du Salon de l'Union des artistes de Provence au palais Longchamp en 1966. Il participe au Salon des PTT de Paris en 1968 et reçoit le diplôme de sélection avec félicitations du jury au prix international de peinture du Pradet en 1969. Il reçoit également le grand prix international de Provence en 1969 pour l'ensemble de ses œuvres avec les félicitations du jury pour sa toile Effet d'automne en Vaucluse.  
Amédée de Gislain est promu officier de l'ordre des Palmes académiques et nommé chevalier de l'ordre du Mérite postal.

## Influences
Bien qu'influencé par les courants de son époque, le fauvisme et le cubisme, l’œuvre d’Amédée de Gislain se rattache au courant paysagiste provençal incarné par ses contemporains Auguste Chabaud et Louis-Mathieu Verdilhan,. Amédée de Gislain se reconnaît comme influence principale Jean-Honoré Fragonard, qu’il a découvert à Paris, son style pictural ne s'en ressentant pourtant guère. Sa peinture est reconnue et appréciée de critiques locaux, au premier plan desquels Georges Bavastro (écrivant principalement dans le journal Le Méridional), André Alauzen (Le Méridional), Odyse Richemont (Le Provençal), Jean de Morgiou (Le Provençal), Jean Tourette (La Marseillaise). André Bécriaux décrit Amédée de Gislain comme « un peintre qui demeure dans la plus pure école provençale que l'on peut placer sans prétention entre un Seyssaud et un Chaban, c'est un figuratif classique mais non académique. »

Œuvres non localisée attribuée à Amédée de Gislain
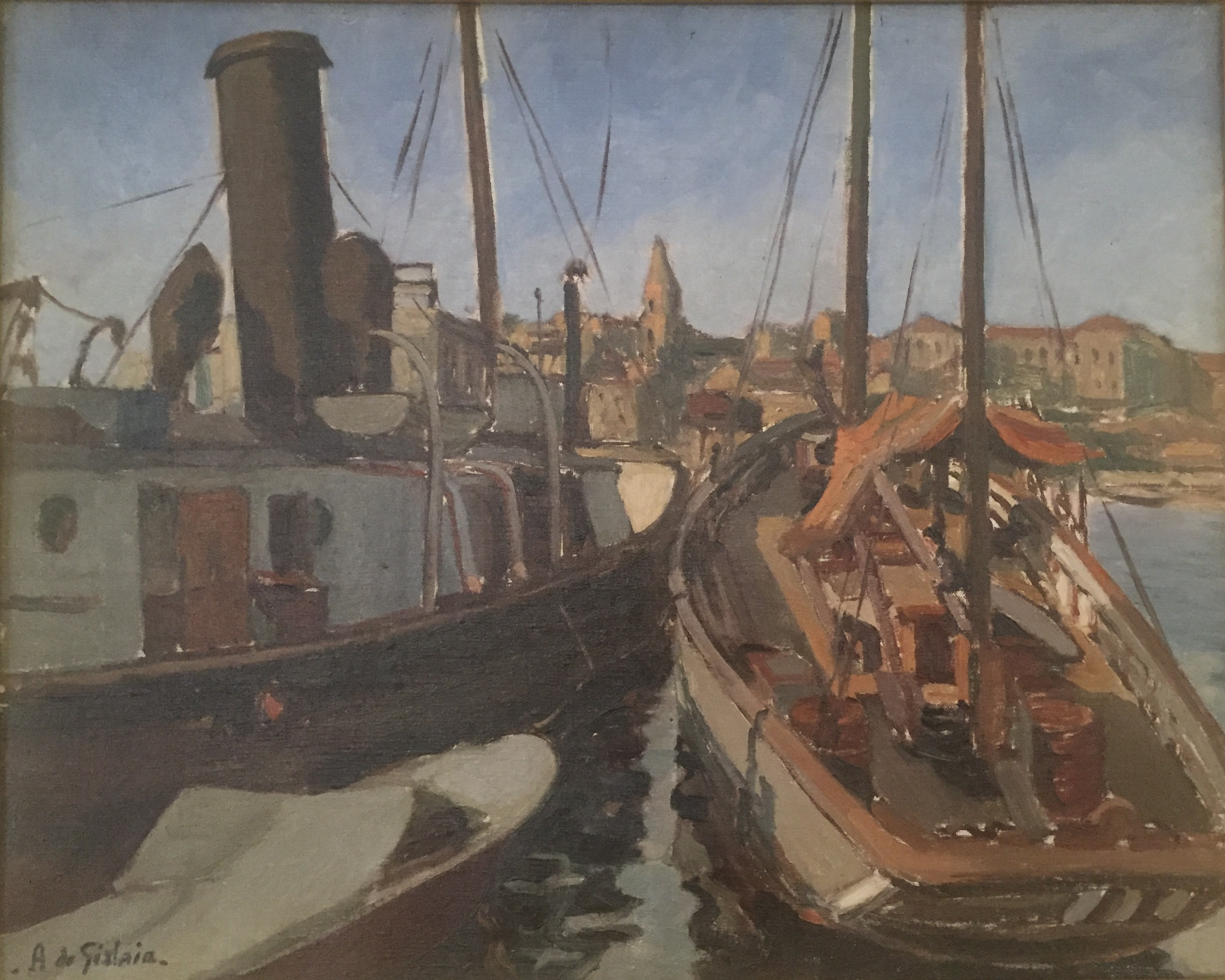
Le Vieux Port
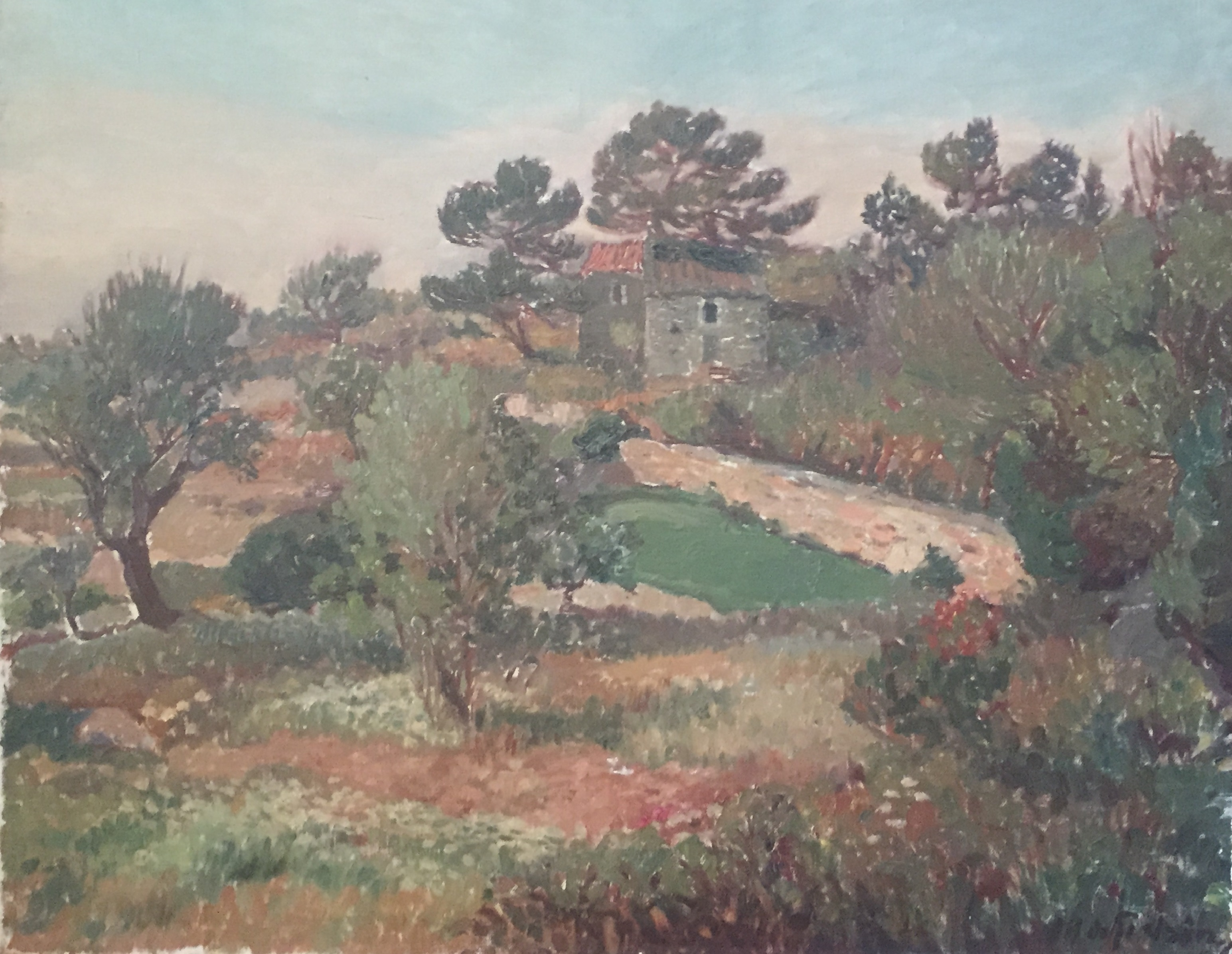
Le Cabanon aux pins
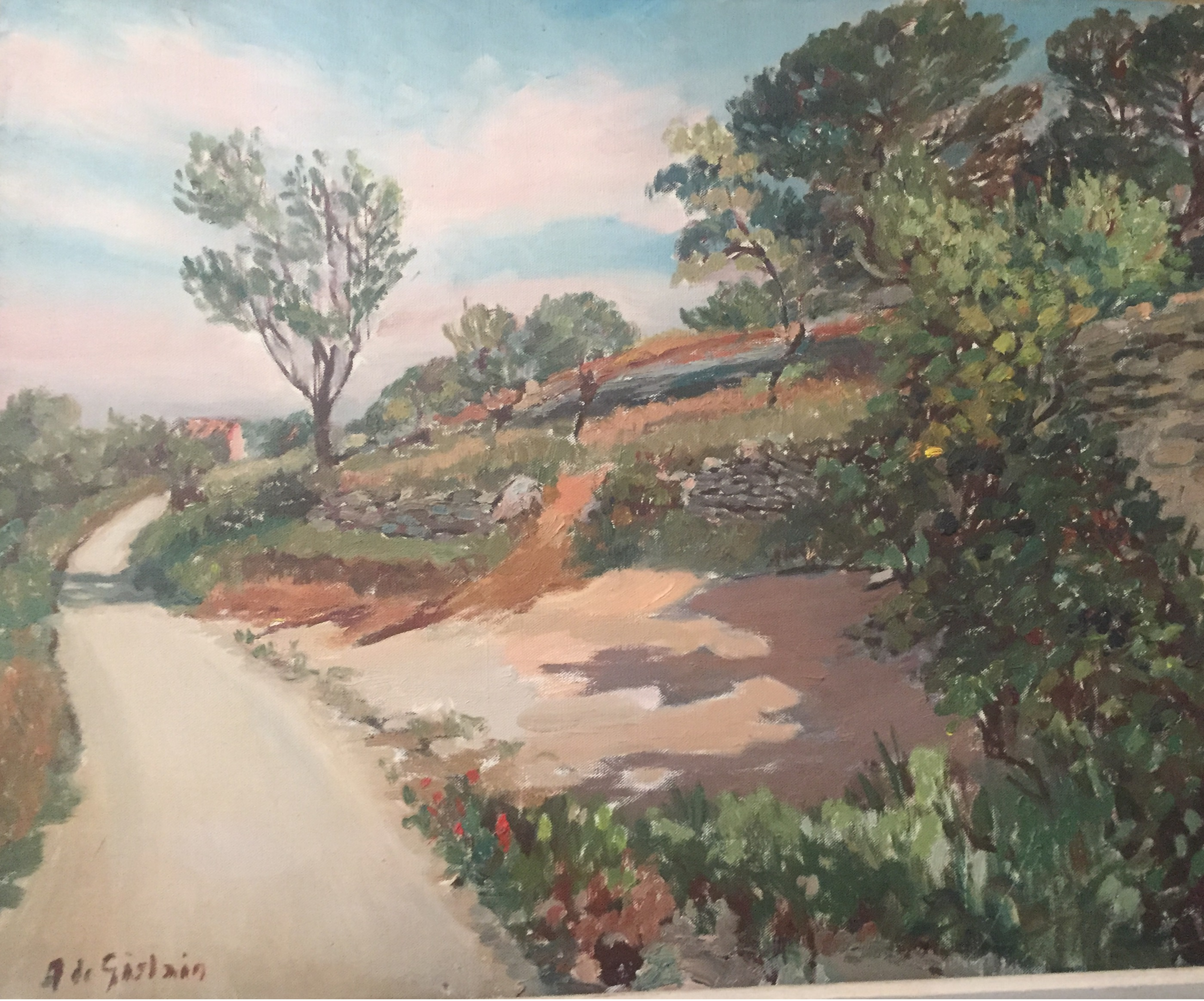
Chemin aux murs de pierre